# La Rañada

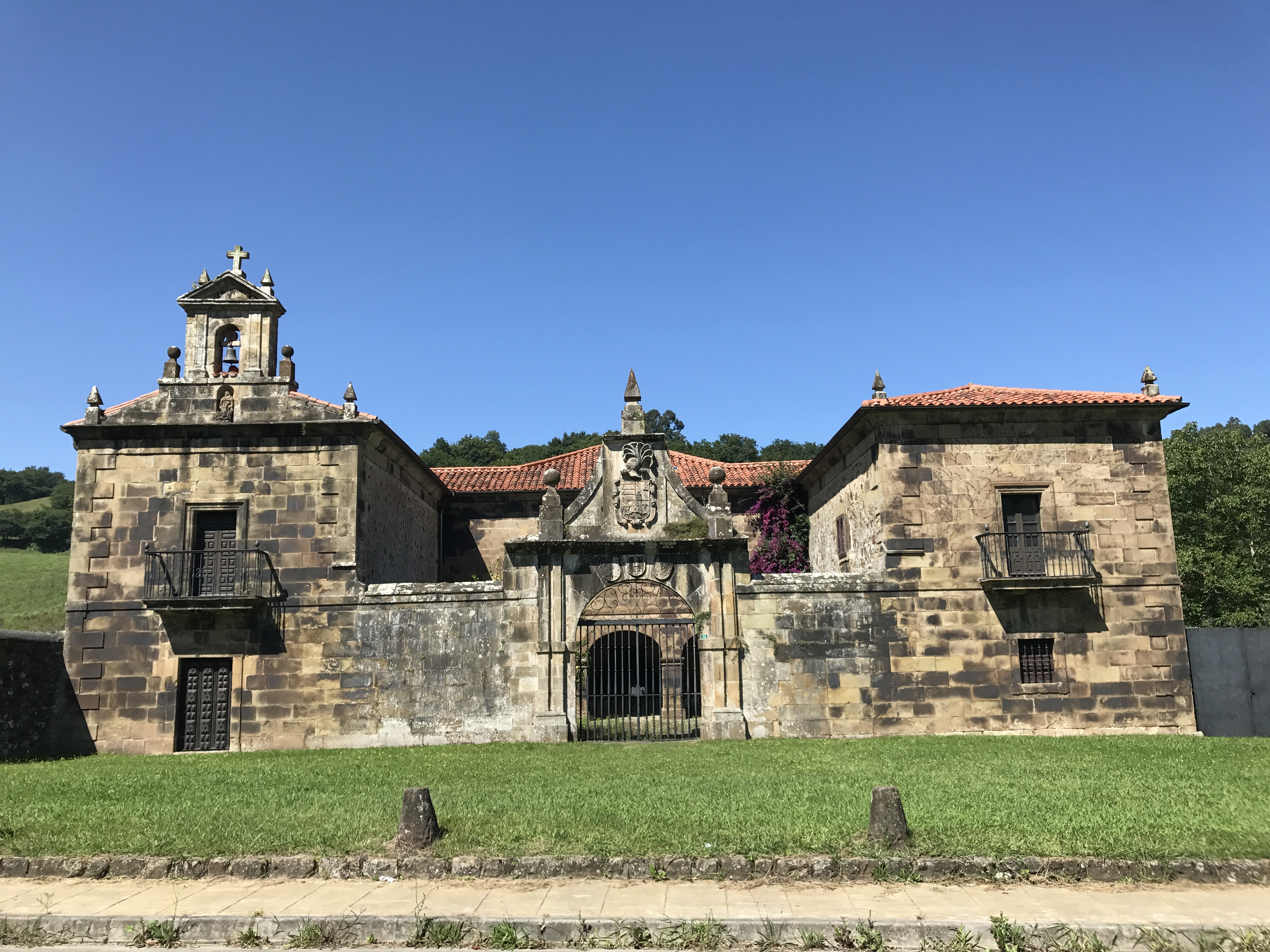
Palacio de la Rañada (Liérganes)

La Rañada es una localidad del municipio de Liérganes (Cantabria, España). En el año 2008 contaba con una población de 97 habitantes (INE). La localidad se encuentra a 100 metros de altitud sobre el nivel del mar, y a 0,5 kilómetros de la capital municipal, Liérganes.
Destaca del lugar, la casa de Juan de la Cuesta Mercadillo, conocida como el palacio de La Rañada, es uno de los conjuntos arquitectónicos más populares del municipio, y fue declarado Bien de Interés Cultural con categoría de Monumento en el año 1994.
- Datos: Q5965033